# احمد الشقیری
احمد الشقیری (عربی: أحمد أسعد الشقيري)؛ (زاده: ۲۵ فوریه ۱۹۰۸ – درگذشته: ۱۹۸۰) یک سیاستمدار فلسطینی و اولین رئیس سازمان آزادیبخش فلسطین و بنیانگذار آن است. او همچنین با تشکیل ارتش آزادیبخش فلسطین، مرکز تحقیقات فلسطین و صندوق ملی فلسطین همکاری داشته‌است. پدرش أسعد الشقیری، قاضی شرع و عضو شورای نمایندگان و مفتی ارتش چهارم عثمانی می‌باشد.

## فعالیت‌ها

### دوران تحصیل
احمد الشقیری به دانشگاه آمریکایی بیروت ملحق شد، جایی که ارتباطش با جنبش ملی‌گرای عرب تقویت شد و او عضو فعال باشگاه العروة الوثقی شد؛ ولی دانشگاه مذکور او را سال بعد به دلیل هدایت یک تظاهرات بزرگ در دانشگاه برای اعتراض به حضور فرانسه در لبنان، اخراج کرد. مقامات فرانسوی تصمیم گرفتند او را در سال ۱۹۲۷ از لبنان اخراج کنند.
احمد الشقیری به مؤسسه حقوق در قدس بازگشت و در همان زمان به عنوان سردبیر روزنامه آینه شرق (مرآة الشرق) مشغول بکار شد. پس از فارغ‌التحصیلی، او در دفتر وکیل عونی عبدالهادی، یکی از بنیانگذاران حزب استقلال در فلسطین، شروع به آموزش و تمرین کرد و در این دفتر او با نمادهای انقلاب سوریه که پناهنده فلسطین بودند، آشنا شد و تحت تأثیر آن‌ها قرار گرفت.

### دوران وکالت
احمد الشقیری بین ۱۹۳۶ و ۱۹۳۹، الشقیری در حوادث شورش بزرگ فلسطین شرکت داشت. او به عنوان وکیل، در سپتامبر سال ۱۹۳۷ در دفاع از زندانیان فلسطینی در دادگاه‌های انگلیس فعالیت کرد. او همچنین در کنفرانس بلودان در سپتامبر ۱۹۳۷ شرکت کرد و تحت پیگرد مقامات بریتانیا قرار گرفت به همین دلیل فلسطین را به قصد مصر ترک کرد. در سال ۱۹۴۰، هنگامی که پدرش فوت کرد، به فلسطین بازگشت و یک دفتر وکالت در آنجا باز کرد.
وقتی که قرار بر این شد که دفاتر مطبوعات عربی در پایتخت‌های خارجی تأسیس شود احمد الشقیری به عنوان مدیر دفتر مطبوعات عربی در واشینگتن برگزیده شد، و بدنبال آن مدیر دفتر مطبوعات مرکزی عرب در قدس شد و ریاست آن را تا زمان فاجعه فلسطینیان در سال ۱۹۴۸، که در آن به لبنان مهاجرت کرد و در بیروت مستقر شد، به عهده داشت.

### نمایندگی در مجامع بین‌المللی
احمد الشقیری از آنجا که ملیت سوریه را با خود داشت و حامل تجربیات گسترده‌ای بود، از سوی دولت سوریه به عنوان عضو هیئت اعزامی به سازمان ملل در سالهای ۱۹۴۹–۱۹۵۰ انتخاب شد. سپس به قاهره بازگشت و به عنوان معاون دبیرکل لیگ کشورهای عربی خدمت کرد و تا سال ۱۹۵۷ در این سمت باقی ماند.
او همچنین به عنوان وزیر امور خارجه در امور ملل متحد در عربستان سعودی انتخاب شد و نیز به عنوان سفیر دائمی عربستان سعودی در سازمان ملل منصوب شد. الشقیری در طی دوران کارش در سازمان ملل متحد، در دفاع از آرمان فلسطین و مسائل مربوط به مغرب عربی فعال بود.
پس از مرگ احمد حلمی عبد الباقی نماینده فلسطین در اتحادیه عرب، او توسط رؤسای جمهور و پادشاهان اتحادیه عرب انتخاب شد تا این منصب را اشغال کند.

### تأسیس سازمان آزادیبخش فلسطین
در اجلاس سران عرب ۱۹۶۴ (قاهره) رئیس‌جمهور مصر جمال عبدالناصر خواستار تأسیس سازمان آزادیبخش فلسطین شد، و پس از تأسیس این سازمان، اجلاس مزبور نماینده فلسطین احمد الشقیری را به تماس با فلسطینی‌ها و نوشتن یک گزارش و ارائه آن به کنفرانس بعدی سران عرب مکلف نمود. الشقیری در طی آن با کشورهای عربی و فلسطینیان دیدار نمود و طی این سفر پیش‌نویس منشور ملی و اساسنامه سازمان آزادیبخش فلسطین را طراحی کرد، و تصمیم گرفته شد یک کنفرانس فلسطینی عام برگزار شود و الشقیری کمیته مقدماتی کنفرانس را انتخاب کرد، این کمیته به نوبه خود لیستی از نامزدها برای عضویت در اولین کنفرانس فلسطین در (۲۸ مارس و ۲ ژوئن ۱۹۶۴) تهیه کرد که اولین شورای ملی فلسطین برای تشکیل سازمان آزادیبخش فلسطین بود. در این کنفرانس احمد الشقیری به عنوان رئیس آن انتخاب شد، و تأسیس سازمان آزادی‌بخش فلسطین اعلام شد و منشور ملی و اساسنامه سازمان مورد تأیید قرار گرفت، و الشقیری به عنوان رئیس کمیته اجرایی سازمان انتخاب شد، وی نیز مکلف شد که یک کمیته دائمی متشکل از ۱۵ نفر تشکیل دهد.
الشقیری در دومین کنفرانس سران کشورهای عربی در تاریخ ۵ سپتامبر سال ۱۹۶۴ گزارشی راجع به تشکیل این سازمان ارائه داد که در آن او بر جنبه‌های نظامی و سازمانی برای دستیابی به آزادی فلسطین و بسیج تأکید داشت. این کنفرانس دست‌آوردهای الشقیری را مورد تأیید قرار داد و موافقت کرد که به حمایت مالی سازمان اقدام کند.
الشقیری به کمیته اجرایی سازمان در قدس منصوب شد، پایه‌های کار و مقررات سازمان را تأسیس کرد، و بر تأسیس مدیریت‌های آن در کشورهای عربی و خارجی نظارت کرد و نیز بر ساختن دستگاه نظامی تحت نام ارتش آزادیبخش فلسطین نظارت کرد. در جلسه شورای ملی دوم فلسطین که در ۳۱ مه تا ۴ ژوئن سال ۱۹۶۵ در قاهره برگزار شد، الشقیری گزارشی را دربارهٔ دست‌آوردهای کمیته اجرایی ارائه کرد و سپس از ریاست شورا استعفا کرد و شورا آن را پذیرفت، وی ریاستش برکمیته اجرایی را دوباره تمدید کرد و شورا حق انتخاب اعضای آن را به وی داد.

## اجلاس سران عرب در خارطوم

### اجلاس ۱۹۶۷
پس از شکست ژوئن، اجلاس اعراب در خارطوم در ۲۹ اوت ۱۹۶۷ برگزار شد. هیئت احمد الشقیری ریاست هیئت سازمان آزادیبخش فلسطین که شامل سعید السبع و شفیق الحوت بود را به عهده داشت، این کنفرانس بعدها به کنفرانس سه (نه) معروف شد نه به صلح، نه به مذاکرات، نه به‌رسمیت شناختن (اسرائیل)، الشقیری ازطرف سازمان آزادیبخش فلسطین یادداشتی را خواند که در زیر خلاصه شده‌است:
- اولاً، هیچ مصالحه و همزیستی با اسرائیل وجود ندارد.
- ثانیاً، رد مذاکرات با اسرائیل و به‌رسمیت نشناختن مناطقی که قبلاً اشغال کرده‌است (اشغال سرزمین‌های فلسطینی در سال ۱۹۴۸).
- ثالثاً، عدم قبول هرگونه توافقی که به آرمان فلسطین زیان برساند یا منجر به حذف آن شود.
- رابعاً، کوتاه نیامدن از نوار غزه و کرانه غربی و حمه و به خصوص تأکید بر هویت عربی قدس.
- خامساً، در محدوده تماس‌های بین‌المللی در داخل و خارج از سازمان ملل متحد، هیچ کشور عربی در پذیرش هر گونه راه حل برای مسئله فلسطین نمی‌تواند به تنهایی عمل کند.
- سادساً، تمرکز ثابت و مداوم در سطح کشورهای عربی و بین‌المللی در رابطه با مسئله فلسطین، البته آرمان فلسطین یک مسئله عربی بسیار مهم اما مردم آن از همه اولاتر و سزاوارترند که بر سرنوشت خودشان تصمیم‌گیری کنند.

اما از آنجایی که کنفرانس خواسته عدم مذکره هیچ دولت عربی به تنهایی را تأیید نکرد، احمد الشقیری از کنفرانس خارج شد و در کنفرانس سران برای بررسی این پیشنهادها نیز شرکت نکرد.

## بازنشستگی
الشقیری پس از استعفاء هیچ شغل رسمی را نپذیرفت، بیشتر اوقات سال را درخانه‌اش در قاهره اقامت می‌کرد و تمام وقت مشغول نوشتن بود، و در خانه‌اش سمینارهای فکری برگزار می‌کرد و هنگامی که محمد انور سادات، رئیس‌جمهور مصر، معاهده صلح مصر و اسراییل را امضا کرد، در اعتراض به آن، قاهره را به قصد تونس ترک کرد.

## درگذشت
الشقیری بعد از چند ماه در تونس، دچار بیماری شد و بر اثر آن به شهر طبی الحسین در عمان منتقل شد، اما در ۲۵ فوریه ۱۹۸۰ و در سن ۷۲ سالگی درگذشت. به خواسته خودش، در قبرستان صحابه پیامبر، ابو عبیده عامر بن جراح در دره اردن، در سه کیلومتری مرز با فلسطین، دفن شد.

## تألیفات
در میان آثار احمد الشقیری، که حول مسائل عربی و فلسطین به چشم می‌خورد:
- مسائل عرب
- دفاع از فلسطین
- فلسطین در تریبیون سازمان ملل متحد
- چهل سال زندگی سیاسی
- پروژه دولت عربی متحد
- از نوک قله تا شکست در ارتباط با پادشاهان و رؤسای جمهور عرب
- تا کجا؟
- گفتگو و اسرار با پادشاهان عرب و رؤسای جمهور